# 雨潤大街駅
雨潤大街駅（うじゅんだいがいえき）は、南京市建鄴区雨潤大街にある、南京地下鉄2号線の駅である。

## 歴史
- 2010年5月28日2号線の駅として開業。

## 駅構造

### のりば
| 番線 | 路線            | 方面                              | 行先        |
| ---- | --------------- | --------------------------------- | ----------- |
|      | 南京地下鉄2号線 | 螺塘路・油坊橋・天保街・魚嘴 方面 | 魚嘴 行き   |
|      | 南京地下鉄2号線 | 莫愁湖・新街口・馬群・経天路方面  | 仙林湖 行き |

## 隣の駅
南京地下鉄
■2号線
元通駅 - 雨潤大街駅 - 油坊橋駅